# Darren Middleton
Darren Middleton – australijski muzyk, gitarzysta zespołu Powderfinger i wokalista grupy Drag.
Middleton rozpoczął naukę gry na gitarze w liceum, zainspirowany twórczością takich zespołów jak Twisted Sister i AC/DC. Założył swój pierwszy amatorski zespół, Sonic Tapestry, z którym koncertował po klubach w okolicach Brisbane. Stworzył swój kolejny zespół, Pirate; Powderfinger poznał podczas jednego z koncertów. Zaproponowano mu dołączenie do zespołu. Middleton był zaangażowany w tworzenie i wydanie wszystkich albumów Powderfinger. Jednocześnie muzyk jest liderem, wokalistą i gitarzystą grupy Drag.

## Dyskografia

### Z Powderfinger

#### Albumy studyjne
| Rok                                                                                          | Szczegóły dot. albumu                                                                       | Pozycje na listach | Pozycje na listach | Certyfikaty     |
| Rok                                                                                          | Szczegóły dot. albumu                                                                       | AUS                | NZ                 | Certyfikaty     |
| -------------------------------------------------------------------------------------------- | ------------------------------------------------------------------------------------------- | ------------------ | ------------------ | --------------- |
| 1994                                                                                         | Parables for Wooden Ears - Wydany: 18 lipca 1994 - Wytwórnia: Polydor                       | —                  | —                  |                 |
| 1996                                                                                         | Double Allergic - Wydany: 2 września 1996 - Wytwórnia: Polydor (533 153-2)                  | 4                  | —                  | AUS: 3× platyna |
| 1998                                                                                         | Internationalist - Wydany: 7 września 1998 - Wytwórnia: Polydor (547 795-2)                 | 1                  | —                  | AUS: 5× platyna |
| 2000                                                                                         | Odyssey Number Five - Wydany: 4 września 2000 - Wytwórnia: Grudge (5490922)                 | 1                  | 15                 | AUS: 8× platyna |
| 2003                                                                                         | Vulture Street - Wydany: 4 lipca 2003 - Wytwórnia: Universal (038 353-2)                    | 1                  | 17                 | AUS: 6× platyna |
| 2007                                                                                         | Dream Days at the Hotel Existence - Wydany: 2 czerwca 2007 - Wytwórnia: Universal (1735251) | 1                  | 26                 | AUS: 3× platyna |
| "—" oznacza, ze album nie pojawił się na danej liście, bądź nie został wydany w danym kraju. |                                                                                             |                    |                    |                 |

#### Single
| Rok                                                                                           | Tytuł                                                | Pozycja na listach | Pozycja na listach | Album                                             |
| Rok                                                                                           | Tytuł                                                | AUS                | NZ                 | Album                                             |
| --------------------------------------------------------------------------------------------- | ---------------------------------------------------- | ------------------ | ------------------ | ------------------------------------------------- |
| 1994                                                                                          | "Tail"                                               | —                  | —                  | Parables for Wooden Ears                          |
| 1994                                                                                          | "Grave Concern"                                      | —                  | —                  | Parables for Wooden Ears                          |
| 1994                                                                                          | "Save Your Skin"                                     | —                  | —                  | Parables for Wooden Ears                          |
| 1996                                                                                          | "Pick You Up"                                        | 23                 | —                  | Double Allergic                                   |
| 1996                                                                                          | "D.A.F."                                             | 39                 | —                  | Double Allergic                                   |
| 1997                                                                                          | "Living Type"                                        | 42                 | —                  | Double Allergic                                   |
| 1997                                                                                          | "Take Me In"                                         | 91                 | —                  | Double Allergic                                   |
| 1998                                                                                          | "The Day You Come"                                   | 25                 | —                  | Internationalist                                  |
| 1998                                                                                          | "Don't Wanna Be Left Out/Good-Day Ray"               | 59                 | —                  | Internationalist                                  |
| 1998                                                                                          | "Already Gone"                                       | 64                 | —                  | Internationalist                                  |
| 1999                                                                                          | "Passenger"                                          | 30                 | —                  | Internationalist                                  |
| 2000                                                                                          | "My Happiness                                        | 4                  | 7                  | Odyssey Number Five                               |
| 2000                                                                                          | "Like a Dog"                                         | 40                 | —                  | Odyssey Number Five                               |
| 2000                                                                                          | "My Kind of Scene"                                   | —                  | 41                 | Odyssey Number Five                               |
| 2000                                                                                          | "The Metre/Waiting for the Sun"                      | 31                 | —                  | Odyssey Number Five                               |
| 2003                                                                                          | "(Baby I've Got You) On My Mind"                     | 9                  | —                  | Vulture Street                                    |
| 2003                                                                                          | "Love Your Way"                                      | 37                 | —                  | Vulture Street                                    |
| 2004                                                                                          | "Sunsets"                                            | 11                 | 38                 | Vulture Street                                    |
| 2004                                                                                          | "Since You've Been Gone"                             | 51                 | —                  | Vulture Street                                    |
| 2004                                                                                          | "Stumblin'"                                          | —                  | —                  | These Days: Live in Concert                       |
| 2004                                                                                          | "Bless My Soul"                                      | —                  | —                  | Fingerprints: The Best of Powderfinger, 1994-2000 |
| 2007                                                                                          | "Lost and Running"                                   | 5                  | —                  | Dream Days at the Hotel Existence                 |
| 2007                                                                                          | "I Don't Remember"                                   | 42                 | —                  | Dream Days at the Hotel Existence                 |
| 2007                                                                                          | "Nobody Sees"                                        | 51                 | —                  | Dream Days at the Hotel Existence                 |
| 2008                                                                                          | "Who Really Cares (Featuring the Sound of Insanity)" | —                  | —                  | Dream Days at the Hotel Existence                 |
| 2008                                                                                          | "Wishing on the Same Moon"                           | —                  | —                  | Dream Days at the Hotel Existence                 |
| "—" oznacza, że singel nie pojawił się na danej liście, bądź nie został wydany w danym kraju. |                                                      |                    |                    |                                                   |

### Z Drag
- Gas Food Lodging (EP) (2002)
- The Way Out (2005)